# Pep (cachorro)
Pep (c. 1923 – 1930) foi um Labrador Retriever preto que foi falsamente acusado de assassinar um gato. Ele pertencia ao governador da Pensilvânia, Gifford Pinchot, e foi enviado para viver junto aos detentos do Eastern State Penitentiary em agosto de 1924. Pep recebeu o número de detento C-2559 e teve tanto sua foto quanto suas pegadas registradas. Embora tenha sido registrado no livro da prisão como tendo recebido uma sentença de prisão perpétua por assassinato, na realidade ele foi doado à prisão por Pinchot para aumentar a moral dos detentos.
O governador Pinchot foi inspirado a dar Pep à penitenciária depois que o governador do Maine, Percival Baxter, enviou seu collie "Governor" para a Prisão Estadual de Thomaston. Artigos de jornal após a chegada de Pep à prisão o caracterizaram erroneamente como um "assassino de gatos" que havia sido condenado à prisão perpétua pelo governador. O governador recebeu centenas a milhares de cartas reclamando sobre seu aparente mau tratamento do animal. Pep viveu na penitenciária por vários anos. Ele perseguia ratos nos corredores da prisão e precisou ser colocado em uma dieta em seus últimos anos. Ele foi transferido posteriormente para a Fazenda Prisional de Graterford e morreu em 1930.

## Primeiros anos
Pep era um Labrador Retriever nascido por volta de 1923 e dado como presente ao governador da Pensilvânia, Gifford Pinchot, pelo sobrinho de sua esposa, Cornelia Bryce Pinchot. Pep se juntou à família Pinchot na residência de Grey Towers em Milford, Pensilvânia, durante o primeiro mandato do governador. Segundo Pinchot, "Ele pertencia ao meu filho, Giff, e era distinguido pelo fato de ser o cão de qualquer pessoa e de todos." Pep foi descrito por Pinchot em uma carta de julho de 1924 como "com cerca de um ano e meio, extremamente amigável e de bom humor, bastante inteligente e muito quieto", embora ele mastigasse as almofadas do sofá que ficava na varanda da frente.
Pinchot foi inspirado pelo exemplo dado pelo governador do Maine, Percival Baxter, que havia recentemente enviado seu collie "Governor" para a Prisão Estadual de Thomaston para servir como um cão terapêutico. Pinchot também descreveu sentir-se "sobrecarregado com cães" depois de receber uma nova ninhada de filhotes. O Eastern State Penitentiary em Filadélfia estava superlotado e os detentos estavam com baixa moral. Cornelia Pinchot fez uma ligação telefônica para o Coronel John C. Broome, o diretor da penitenciária, para perguntar se os prisioneiros gostariam de ter um cachorro como animal de estimação. O governador Pinchot escreveu uma carta para o diretor em 29 de julho de 1924, oferecendo Pep para a instituição.

## Prisão
Pep foi levado para a penitenciária em agosto de 1924. Ele foi recebido de acordo com "a forma devida e antiga", e em 31 de agosto recebeu o número de detento C-2559, teve sua foto e pegadas registradas, e foi registrado no livro oficial da prisão. Sua entrada listava seu crime como assassinato, seu pseudônimo como "Um Cão", e sua sentença como prisão perpétua. O supervisor de reabilitação da prisão, E. Preston Sharp, forneceu uma transcrição da citação formal de Pep no livro da prisão, "C-2559. Pep. (Um cão.) Recebido em 31 de agosto de 1924. De Condado de Pike, Pa. Todo preto, retriever de Chesapeake. Enviado pelo Governador Gifford Pinchot. 'Para pena de prisão perpétua por matar o gato de estimação do governador."

## Alegações de assassinato de gatos
Após a chegada de Pep à penitenciária, os jornais pegaram a história, aproveitando o detalhe de que o cachorro havia sido enviado para a prisão por matar um dos gatos do governador. Pep foi caracterizado como um "cão assassino de gatos" e os jornalistas enfeitaram a história com alegações de que o gato pertencia à sua esposa ou que havia ocorrido um julgamento onde Pinchot atuou como juiz e júri.
Pinchot escreveu aos jornais para esclarecer que Pep não havia matado um gato e foi enviado para a penitenciária para que "a situação dos prisioneiros fosse amenizada". Apesar de seu esclarecimento, o governador recebeu centenas a milhares de cartas sobre o aprisionamento do cachorro. Ele relatou que:

"Alguns jornalistas, baseando-se estrita e exclusivamente em sua imaginação, escreveram uma história afirmando que o cachorro havia sido condenado à prisão porque matou um gato. Essa história miserável circulou literalmente pelo mundo todo. Recebi cartas de todos os cantos do globo, denunciando minha crueldade inumana em 'condenar o pobre animal à prisão apenas porque ele seguiu seus instintos'. Essas cartas vinham principalmente, a julgar pela caligrafia, de senhoras de certa idade. Elas continuaram chegando, durante todo o restante de meu mandato. Nunca vi uma melhor ilustração da impossibilidade de alcançar uma mentira - por mais inofensiva que esta tenha sido pretendida."
 Pinchot lia algumas das cartas para sua família, com uma das melhores concluindo "qualquer dia, qualquer cachorro é melhor do que qualquer político de qualquer maneira."
Cornelia Pinchot tentou mais tarde esclarecer o equívoco de que Pep foi sentenciado à prisão perpétua. Em um artigo do New York Times de janeiro de 1926, ela foi citada dizendo "Por que, Pep nunca matou nada nem ninguém. O relato de seu crime circulou meio mundo, e o governador e eu recebemos volumes de cartas, telegramas, resoluções e petições reclamando da crueldade de enclausurar o cachorro na prisão."
Periodicamente, a foto de Pep com um número de prisioneiro reaparecia na mídia impressa. O filho de Pinchot também escreveu para jornais locais na tentativa de corrigir a desinformação de que Pep era um assassino de gatos.

## Vida na prisão

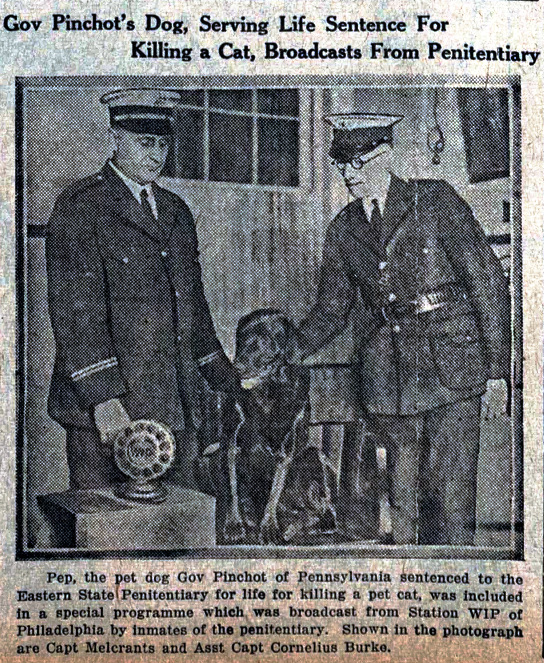
Fotografia do Boston Daily Globe de Pep com guardas da prisão durante uma transmissão de rádio de 1925 na penitenciária

Pep vagava livremente pela prisão e pelos terrenos e era bem quisto tanto pelos prisioneiros quanto pelos guardas. Ele servia como mascote da prisão e tinha o objetivo de aumentar a moral dos prisioneiros como um cão terapêutico. Um artigo no Philadelphia Inquirer opinou "Nenhum homem desesperado, remoendo em sua cela, pode sentir que foi esquecido por Deus e pelo homem, quem sentirá a língua amorosa de Pep acariciando sua mão cansada."
Em 1925, Pep foi destaque em um programa de rádio transmitido da penitenciária e veiculado na WIP. O Boston Daily Globe publicou um artigo em 26 de dezembro de 1925, com uma fotografia de Pep sentado na frente de um microfone de rádio enquanto cercado por guardas da prisão.
Pep acompanhava os guardas em suas rondas noturnas e se destacava em pegar ratos nos corredores da prisão. Segundo Sharp, ele "era bastante rápido para seu tamanho e peso (peso desconhecido, embora fosse pesado); sendo igual aos cães menores e mais leves." Além dos ratos e de suas refeições regulares, Pep recebia petiscos tanto dos prisioneiros quanto dos guardas. Ele ganhou peso e, em 1927, foi colocado em uma dieta. Pinchot visitou a prisão e Pep em várias ocasiões. O governador relatou que viu Pep "na penitenciária várias vezes, e ele estava gordo e saudável. Mas no final de sua carreira, ele desenvolveu uma preferência pelos funcionários da instituição e estava com eles mais do que com os prisioneiros."
Pep permaneceu na Eastern State Penitentiary até pelo menos 1929. Durante seu tempo posterior na prisão, ele pode ter se juntado às equipes de trabalho enviadas para construir a Fazenda Prisional de Graterford, cerca de 30 mi (48 km) ao norte de Filadélfia, estabelecida em 1929. O tempo de Pep na penitenciária provavelmente não coincidiu com o de Al Capone, que foi transferido para lá em 8 de agosto de 1929.
Pep se aproximou de J. C. Burke, um capitão da Guarda Noturna. Em 1929, Pep foi "perdoado" e transferido para a fazenda prisional em Graterford. Um artigo de jornal de 1935 relatou que Pep havia ficado "muito gordo, desajeitado e antigo para o serviço ativo na prisão" e foi "autorizado a passar o resto de seus dias na casa de um guarda aposentado que implorou permissão para cuidar dele em sua velhice." Pep morreu em maio ou junho de 1930 e foi enterrado em um canteiro de flores no terreno da prisão. Um marcador de madeira foi colocado no túmulo, mas foi posteriormente arrastado por uma enchente relâmpago.
A Eastern State Penitentiary, posteriormente convertida em museu, possui uma placa para Pep como um dos "detentos notáveis" e vende animais de pelúcia do cachorro em sua loja.